# Molotov Jive
Molotov Jive är ett svenskt indierockband från Karlstad i Värmland, bildat 2003.
Bandet kontrakterades till indiebolaget Bonnier Amigo Music, hösten 2005, efter en konsert på Nalen i Stockholm. Konserten på Nalen var bandets första spelning utanför hemstaden Karlstad.
I mars 2006 släpptes deras singel "The Luck You Got", som hamnade i rotation hos P3,  och i juni släpptes andra singeln "Made in Spain", bubblare i P3-programmet Sommartoppen. Den 25 oktober 2006 släpptes debutalbumet When It's Over I'll Come Back Again, med bland annat låten "Made in Spain" som visades mycket på musikkanaler. Efter den tredje singeln "Weight Off My Shoulder" släpptes den fjärde singeln "Valentines Day",  passande på alla hjärtans dag (14 februari) och marknadsfördes i ett samarbete med ungdoms- och communitysajten Lunarstorm, som sände en livecast av gruppens konsert på rockklubben Debaser i Stockholm. Molotov Jive turnerade med borlängebandet Sugarplum Fairy i Sverige och i Tyskland efter albumets release, varvat med egna spelningar i bland annat London.
Molotov Jive var förband, tillsammans med The Coral, till Arctic Monkeys när de spelade i Stockholm den 26 juni 2007. Under våren 2008 turnerade bandet i Tyskland tillsammans med brittiska rockbandet The Enemy och i Skandinavien med Dirty Pretty Things och Razorlight. 
Hösten släpptes första singeln, "Paint the City Black", från kommande albumet Songs for the Fallen Apart, följd av singeln Monday Tuesday. Båda singlarna spelades mycket i radiokanalen P3. Efter att Songs for the Fallen Apartsläpptes i januari 2009 genomförde bandet en egen Sverigeturné med spelningar på bland annat Peace And Love-festivalen i Borlänge. Bandet spelade även i Radioprogrammet P3 Livesession tillsammans med Johnossi. Hösten 2009 genomförde Molotov Jive en europaturné kallad Tour for the Fallen Apart.
Under 2010 fick Molotov Jive kontakt med den amerikanska producenten Sylvia Massy (känd för sitt arbete med bland andra Tool, Johnny Cash, Prince (artist) och legendariske skivproducenten Rick Rubin) via Myspace.com. Samarbetet med Massy resulterade i att bandet, under våren 2011, spelade in skivan STORM i tillsammans med henne i hennes studiokomplex i norr om San Francisco i Kalifornien. Första singeln från albumet, Friendship, började spelas på P3 i februari 2012 och STORM släpptes 5 mars samma vår. STORM visade upp en mörkare sida av bandets musik med en tyngre ljudbild och ett mer Shoegazing-inriktat sound. Bandet uppgav via sin hemsida att de kommer att genomföra spelningar tillsammans med det skotska bandet Glasvegas under våren.

## Bandmedlemmar
- Anton Annersand - låtskrivare, sång, rytmgitarr
- Anders Wennberg - bas, backup-sång
- Johan Hansson - trummor, slagverk, backup-sång
- Oskar Olofsson - gitarr

## Diskografi
Album
- 2006 – When It's Over I'll Come Back Again
- 2009 – Songs For The Fallen Apart
- 2012 – STORM

Singlar
- 2006 - The Luck You Got
- 2006 - Made in Spain
- 2006 - Weight off My Shoulder
- 2007 - Valentines Day
- 2008 - Paint the City Black
- 2009 - Monday Tuesday
- 2011 - Friendship
- 2012 - Run